# Дубовик
Дубовик (Suillellus luridus) — гриб з родини болетових (Boletaceae).

## Назва
Місцева назва — «потіч гіркий», також синюх, синяк. У 2014 році гриб був поміщений до роду Suillellus.

## Будова
Шапка 5-12(20) см у діаметрі, жовтувато- або коричнюватооливково-бура, іноді до краю червонувата, тонкобархатиста. стигла майже гола, при дотику синіє. Шкірка знімається. Пори спочатку вохряно-червонуваті, потім оранжево-червоні, пурпурово-коричневі або пурпурово-оливкові, від дотику синіють. Спори 9(11)-16 × 5-7 мкм. Ніжка 7-12(15) × 2-5(7) см, щільна, вгорі жовта, внизу червонувата, вкрита червоною сіткою на жовтому тлі. М'якуш жовтий, у ніжці внизу червонуватий, при розрізуванні на повітрі синіє, згодом більш-менш зеленіє, з приємним смаком і запахом.

## Поширення та середовище існування
Поширений на Поліссі та в Лісостепу. Росте в листяних і мішаних лісах у червні — вересні, умовно їстівний гриб.

## Практичне використання
Використовують після 10-15-хвилинного відварювання (відвар вилити!); про запас солять. Гриб містить слабкі отруйні речовини, що руйнуються при варінні. Сирий або погано проварений дубовик спричинює розлади кишки. Не рекомендується також спільне вживання з алкоголем.
Замість дубовика іноді помилково збирають отруйний чортів гриб.

## Галерея

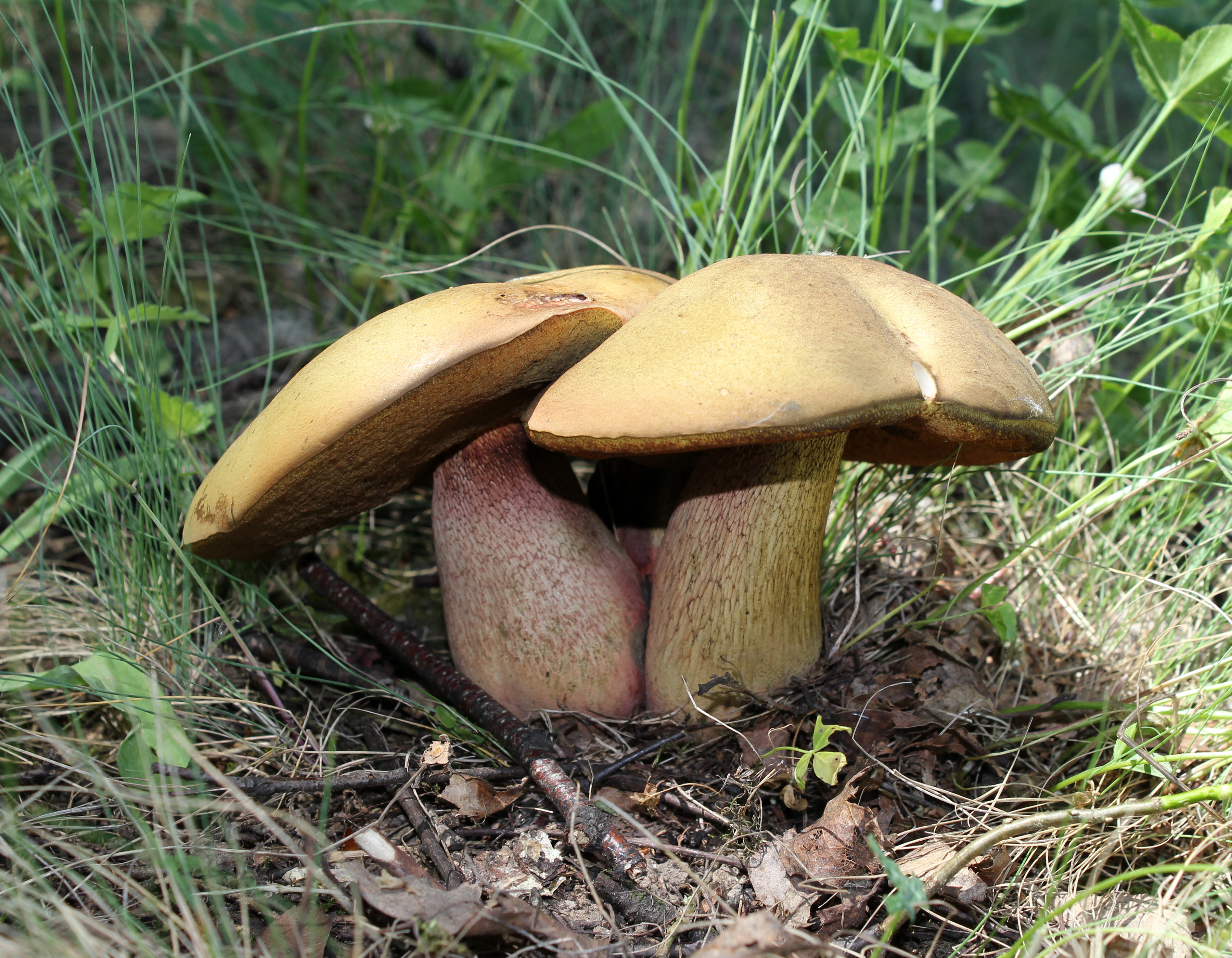
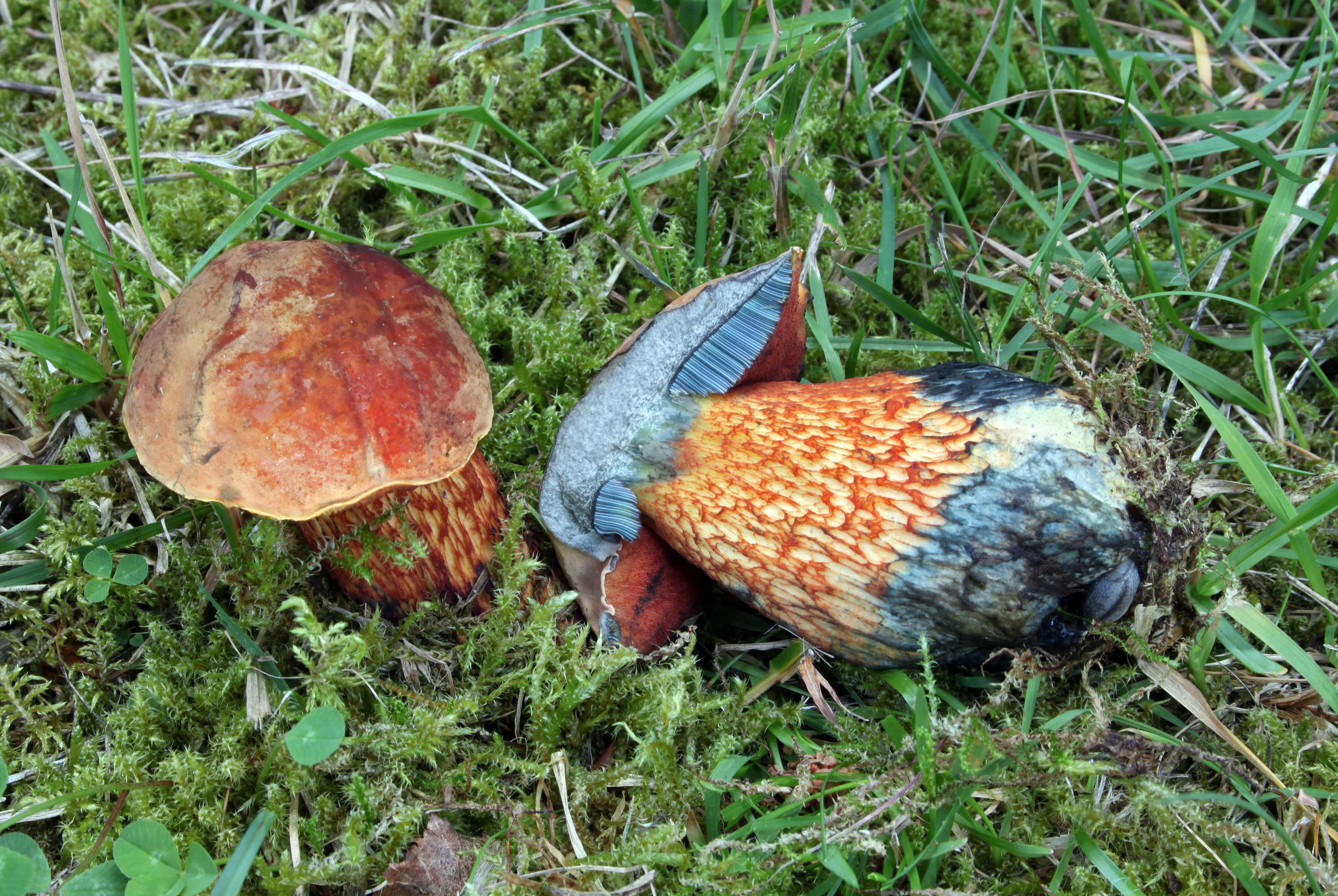
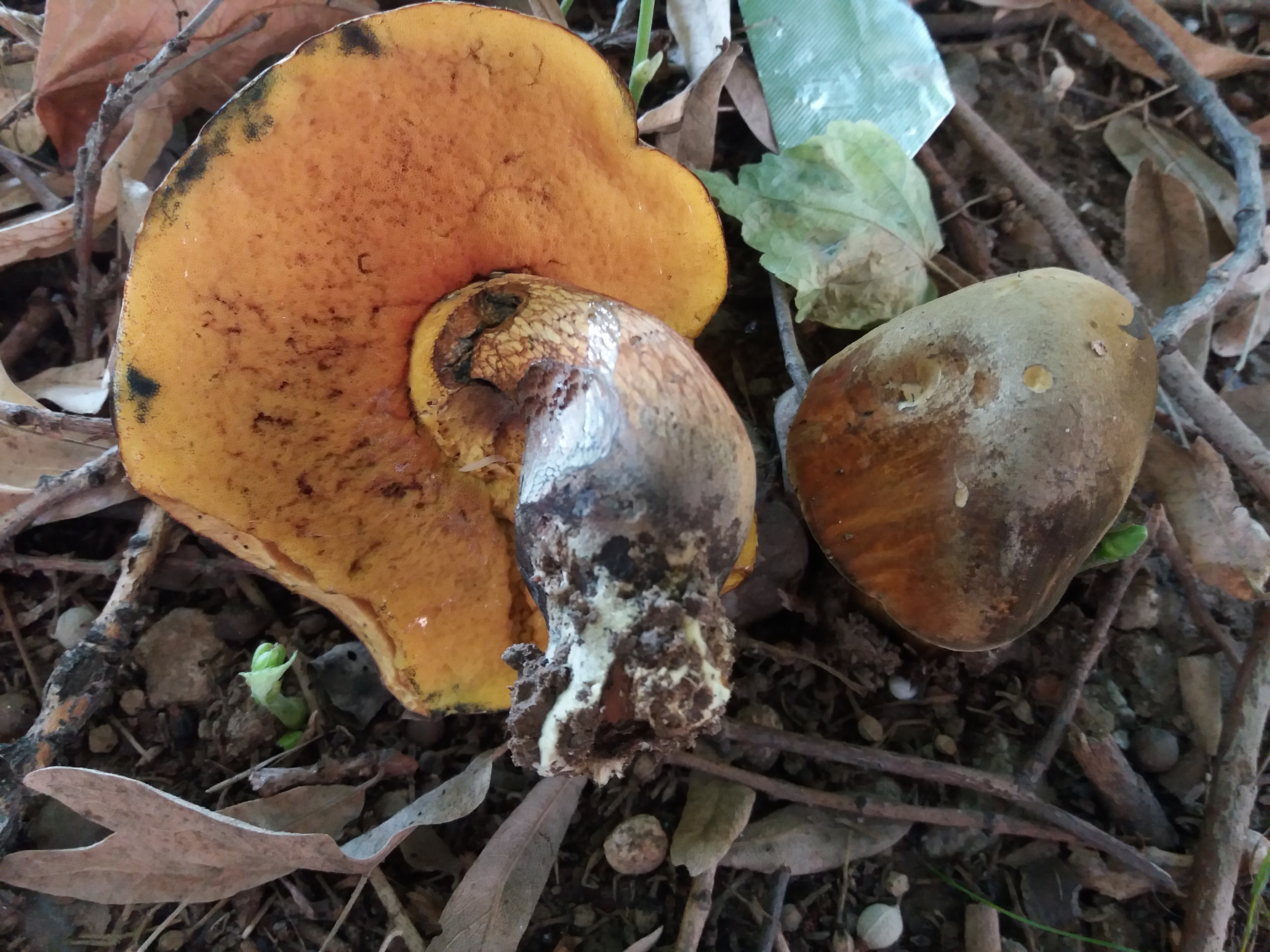
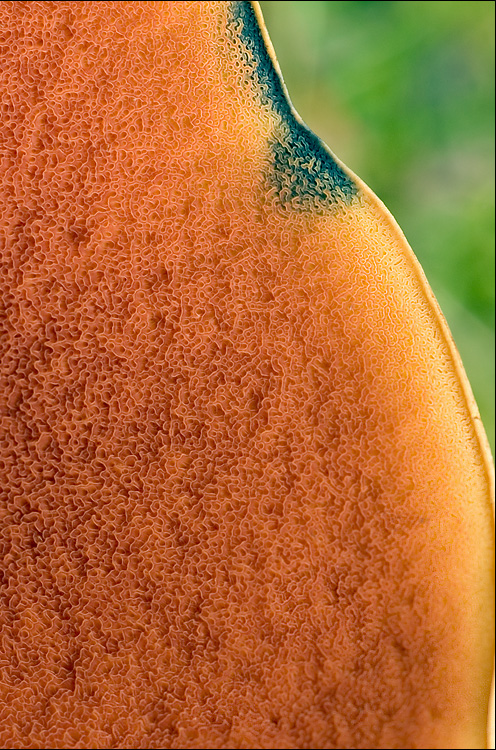
Поверхні пор зблизька. Зверніть увагу на жовту область навколо краю та синє знебарвлення, де доторкнулися шапинки.
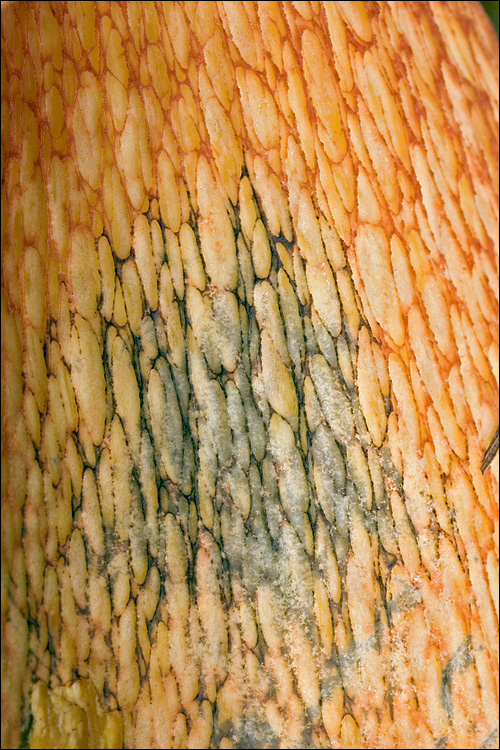
Ніжка має оранжево-червону сітчасту поверхню на жовтуватим тлі та «синці».